# Telephanus micans
Telephanus micans es una especie de coleóptero de la familia Silvanidae.

## Distribución geográfica
Habita en Colombia.